# Abdülmecid I
Abdülmecid I, detto il Riorganizzatore (in turco ottomano: عبد المجيد اول, ʿAbdü’l-Mecīd-i evvel; Istanbul, 25 aprile 1823 – Istanbul, 25 giugno 1861), è stato il trentunesimo sultano dell'Impero ottomano, succeduto a suo padre Mahmud II il 2 luglio 1839.
Il suo regno fu noto soprattutto per l'ascesa dei nazionalisti turchi nei territori dell'impero. Abdülmecid era intenzionato a contrastarli, ma fallì malgrado l'integrazione di molti non-musulmani e non-turchi. Egli tentò di stringere anche alleanze con le principali potenze dell'Europa occidentale come Regno Unito e Francia, che combatterono al fianco dell'Impero ottomano nella guerra di Crimea contro la Russia. Nel successivo Congresso di Parigi del 30 marzo 1856, l'Impero ottomano venne ufficialmente incluso tra le potenze europee. Sul piano interno attuò, a partire dal 1839 una grande opera di riorganizzazione, le famose Tanzimat, dell'amministrazione, dell'esercito e dell'economia turca prendendo a modello la Francia.

## Biografia

### I primi anni
Abdülmecid nacque nel Palazzo di Beşiktaş Sahil o al Palazzo di Topkapı, entrambi ad Istanbul. Sua madre era la consorte Bezmiâlem Kadın, una schiava circassa o georgiana.
Abdülmecid ricevette un'educazione di stampo europeo ed era in grado di parlare fluentemente il francese, interessandosi anche di letteratura e musica classica. Come il padre Mahmud II fu tra i principali riformatori dell'impero e fu fortunato ad avere il supporto di visir progressisti come Mustafa Reşit Pasha, Mehmet Emin Ali Paşa e Fuat Pasha. Durante il suo regno molte furono le battaglie condotte dai conservatori che si opponevano alle sue riforme. Abdülmecid fu inoltre il primo sultano a sentire direttamente le richieste del popolo in speciali giorni di ricevimento, solitamente il venerdì, senza intermediari. Abdülmecid viaggiò molto nei territori dell'impero per vedere di persona come le riforme del Tanzimat venissero applicate; toccò tappa a İzmit, Mudanya, Bursa, Gallipoli, Çanakkale, Lemnos, Lesbos e Chios nel 1844. Viaggiò nelle province balcaniche nel 1846.

### Le riforme
Quando Abdülmecid succedette al trono di suo padre, gli affari dell'Impero ottomano erano in uno stato estremamente critico. Quando morì suo padre, egli stava giungendo a Costantinopoli dalla città di Nezib dove l'esercito ottomano aveva combattutto una rovinosa battaglia contro il viceré egiziano, Muhammad Ali. La flotta imperiale era nel contempo in viaggio da Alessandria ed era al comando di Ahmed Fevzi Pasha. Ad ogni modo, per via dell'intervento delle potenze europee, Muhammad Ali venne obbligato a pacificare la situazione con dei termini, e l'Impero ottomano venne salvato da altri attacchi, riottenendo il controllo dei territori di Siria, Libano e Palestina.

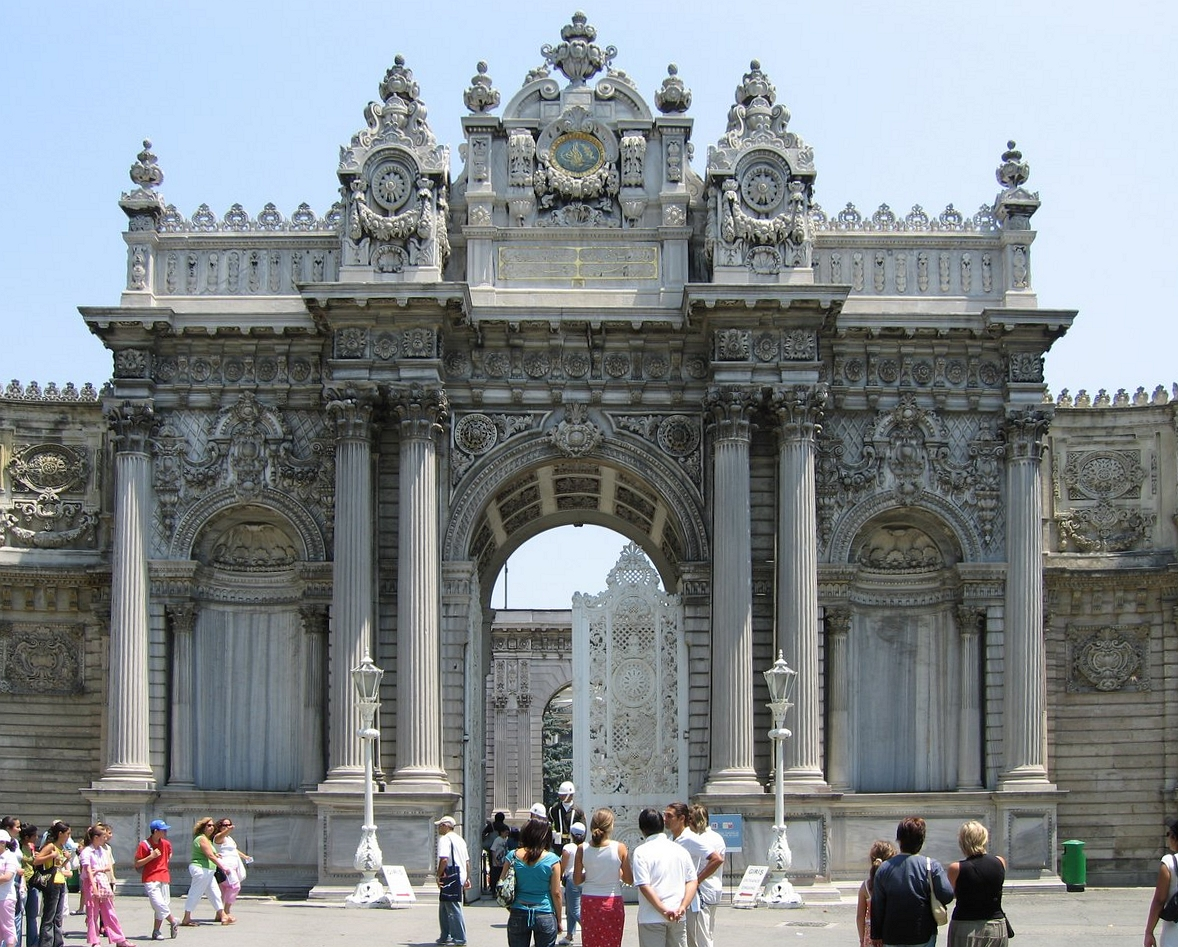
Portale d'ingresso del Palazzo di Dolmabahçe, il primo palazzo in stile europeo di Costantinopoli, venne costruito da Abdülmecid tra il 1843 ed il 1856, al costo di 5.000.000 di monete d'oro, l'equivalente di 35 tonnellate d'oro puro. 14 tonnellate d'oro vennero utilizzate solo per adornare i soffitti interni del palazzo. Il più grande lampadario in cristalli di Boemia del mondo, dono della regina Vittoria, si trova nella sala principale. In questo palazzo si trova inoltre la più grande collezione di cristalli di Boemia e di Baccarat del mondo, e persino uno scalone realizzato con cristalli di Baccarat.

Seguendo le istruzioni del padre, Abdülmecid immediatamente portò avanti delle riforme alle quali lo stesso Mahmud II si era dedicato. Nel novembre del 1839 un editto conosciuto come Hatt-ı Şerif di Gülhane, oppure come Tanzimat Fermanı venne proclamato, consolidando e rafforzando queste riforme. L'editto venne implementato agli albori della guerra di Crimea da uno statuto simile emesso nel febbraio del 1856, chiamato Hatt-ı Hümayun. Con questi decreti egli provvide ad assicurare a tutti i sottoposti del sultano la loro vita e proprietà, che le tasse fossero imposte in maniera calibrata e che la giustizia fosse amministrata con imparzialità, oltre ad una piena libertà religiosa ed eguali diritti civili per tutti. Questo schema di riforme ovviamente incontrò l'opposizione di musulmani della classe dirigente e dell'ʿālim, o autorità religiosa, che iniziò a cospirare contro il sultano.
Le principali riforme:
- garanzie ai sudditi ottomani di sicurezza per le loro vite, onore e proprietà;
- l'introduzione delle prime banconote ottomane (1840) e l'abolizione dei dazi interni;
- riorganizzazione dell'esercito e l'istituzione di un metodo regolare di reclutamento, mobilitazione e fissazione della durata del servizio militare di leva obbligatoria e della sua durata (1843–44);
- costruzione di arsenali moderni e di cantieri navali: modernizzazione della marina da guerra (12 corazzate, 52 navi a vapore e numerose unità a vela);
- l'adozione di un inno nazionale ottomano e di una bandiera nazionale ottomana (1844);
- riorganizzazione del sistema finanziario sul modello francese;
- riorganizzazione del codice civile e del codice penale sul modello napoleonico (1856), a partire dalla pubblicità dei processi (1839);
- l'istituzione della cittadinanza turca e l'abolizione dei divieti ai non musulmani (completato nel 1856);
- costituzione del Mejlis−i Maʿarif−i Umumiye (1845), il prototipo del primo parlamento ottomano;
- l'istituzione di un consiglio dell'istruzione pubblica (1846) e uguale diritto all'istruzione pubblica o comunitaria (1856);
- fondazione delle prime università e accademie moderne (1848);
- riforma fiscale: l'abolizione delle imposte ai non musulmani e l'introduzione dell'imposta sul reddito e di un catasto regolare (1834);
- riorganizzazione dell'amministrazione turca, articolata su governatorati con poteri amministrativi;
- liberalizzazioni dei commerci e l'abolizione delle corporazioni;
- costruzione delle ferrovie e in generale responsabilità dello Stato per le vie di comunicazione, mediante un codice delle opere pubbliche (1856);
- l'istituzione della prima Borsa a Istanbul[7] (1866).

Altro punto di riforma fu l'uso del turbante che venne ufficialmente posto fuorilegge in favore del fez, più tipico della cultura turca. Venne adottata la moda europea in tutta la corte imperiale (il fez stesso sarà poi posto fuorilegge con la "Legge del cappello" del 1925 dall'assemblea repubblicana turca che proclamò la repubblica nel 1923).

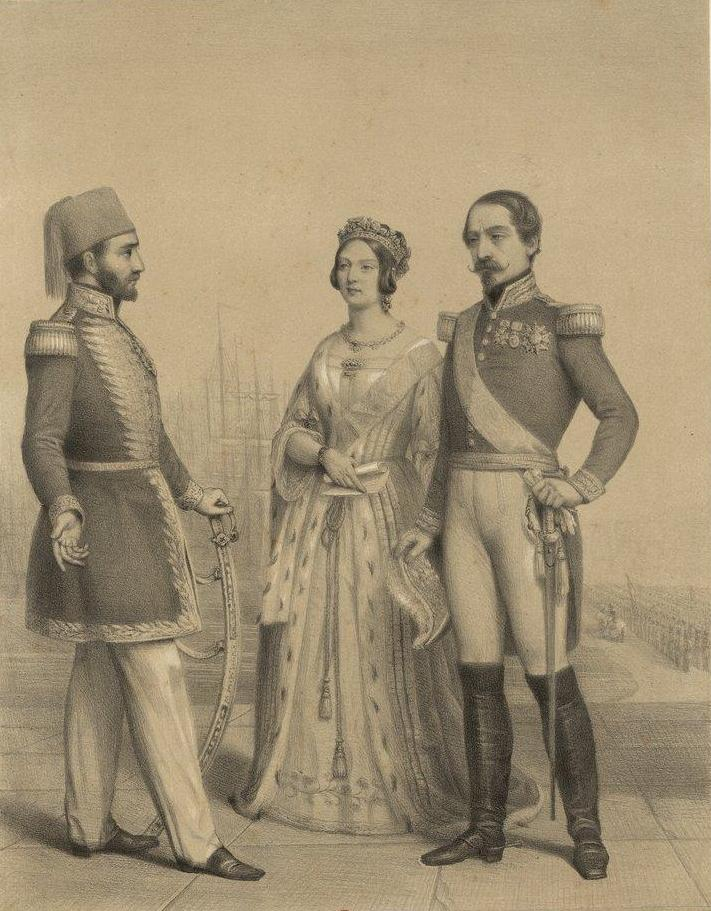
Il sultano Abdulmecid, la regina Vittoria del Regno Unito e l'imperatore francese Napoleone III

Samuel Morse ricevette la sua prima patente per installare il telegrafo nell'Impero ottomano nel 1847, nel vecchio Palazzo di Beylerbeyi (l'attuale Palazzo di Beylerbeyi venne costruito nel 1861–1865 nella medesima posizione) a Costantinopoli, voluto dal sultano Abdülmecid che testò personalmente la nuova invenzione, entusiasta ordinò la costruzione di linee telegrafiche in tutto l'impero.
Quando Lajos Kossuth ed altri ribelli cercarono rifugio in Turchia dopo il fallimento della rivolta ungherese del 1849, il sultano venne richiamato da Austria e Russia per la loro consegna, ma egli si rifiutò come si era già rifiutato di mettere a morte i cospiratori contro la sua vita.
Nel 1852 istituì l'Ordine di Medjidie.
Secondo i racconti popolari, nel 1845, Abdülmecid I dichiarò la sua intenzione di inviare 10 000 sterline in oro ai contadini irlandesi durante la Grande carestia irlandese ma la regina Vittoria chiese che il sultano ne mandasse solo 1 000 dal momento che lei stessa era intenzionata a donarne 2 000. Il sultano inviò quindi solo 1 000 sterline ma inviò inoltre tre navi piene di cibo. Secondo Abdullah Aymaz in un articolo sul The Fountain, l'amministrazione britannica tentò di bloccare le navi, ma il cibo giunse segretamente al porto di Drogheda.
L'Impero ottomano ebbe il proprio primo coinvolgimento con le potenze europee il 25 agosto 1854 durante la guerra di Crimea e nel 1856 il sultano ottenne l'iscrizione come cavaliere dell'Ordine della Giarrettiera e la gran croce dell'Ordine della Torre e della Spada del Portogallo.
Abdülmecid morì di tubercolosi (come suo padre) all'età di 38 anni ad Istanbul il 25 giugno 1861 e venne sepolto nella Moschea di Yavuz Selim, succeduto da suo fratello, Abdülâziz.

## Famiglia
Abdülmecid aveva uno degli harem più numerosi della dinastia. È noto per essere il primo sultano il cui harem non era composto da ragazze schiave ma, a causa dell'abolizione dello schiavismo nell'Impero ottomano, di ragazze di nascita libera, nobili o borghesi, mandate a Palazzo per volontà delle famiglie. Fu anche il primo sultano il cui harem assunse la definitiva struttura gerarchica che prevedeva quattro Kadın, seguite da quattro Ikbal, quattro gödze e un numero variabile di concubine minori.

### Consorti
Abdülmecid I aveva almeno ventisei consorti, ma solo due furono anche mogli legali:
- Servetseza Kadin (1823 - 24 settembre 1878). BaşKadin (prima consorte), nacque principessa Temruko. Non ebbe figli perché Abdülmecid non era attratto da lei, ma la rispettava e le affidò da crescere i suoi figli Mehmed V Reşad, Fatma Sultan e Refia Sultan quando persero la madre. Considerava come un figlio anche Murad V.
- Hoşyar Kadin (1825 - 1849). Chiamata anche Huşyar Kadın. Seconda Kadın. Figlia del nobile georgiano Zurab Bey Tuskia, entrò nell'harem nel 1839. Ebbe una figlia, Mevhibe Sultan, morta neonata. Sua sorella era la terza tesoriera dell'harem e godeva di grande rispetto. Morì nel 1849 di turbercolosi.
- Şevkefza Kadın (12 dicembre 1820 - 17 settembre 1889). Seconda Kadın alla morte di Hoşyar. Di origini circasse, fu cresciuta da Nurtab Kadın, una consorte di Mahmud II (padre di Abdülmecid). Fu madre e Valide Sultan di Murad V e di una figlia.
- Tirimüjgan Kadın (16 ottobre 1819 - 3 ottobre 1852). Terza Kadın. Era circassa e lavorava come serva a Palazzo quando fu notata dal sultano e presa come consorte. Era madre di due figli, fra cui Abdülhamid II, e una figlia.
- Verdicenan Kadın (1825 - 9 dicembre 1889). Abcasa, nata principessa Saliha Açba, sposò Abdülmecid per scopi politici. Madre di un figlio e una figlia, adottò Mediha Sultan dopo la morte di sua madre. Era zia della famosa poetessa Leyla Açba, che era anche la sua dama di compagnia.
- Gülcemal Kadin (1826 - 29 novembre 1851). Quarta Kadın. Bosniaca, entrò a Palazzo con sua sorella, Bimisal Hanım. Fu madre di Mehmed V e quattro figlie. Era una delle consorti più amate, nota per la sua bellezza, ma di salute fragile. Morì di tubercolosi.
- Şayan Kadın (1829 - 1860). Quarta Kadın dopo la morte di Gülcemal. Era circassa, nata a Sochi, e sua madre era una principessa Kucba. Come consorte usò il suo potere per aiutare i profughi caucasici. Viveva a palazzo con sua madre. Non ebbe figli, ma adottò Behice Sultan alla morte di sua madre.
- Gülistu Kadın (1830 - 1861). Quarta Kadın dopo la morte di Şayan. Chiamata anche Gülüstu Kadın, era nata principessa Fatma Çaçba. Era la nuora favorita di Bezmiâlem Sultan, madre di Abdülmecid. Fu madre di Mehmed VI e tre figlie.
- Rahime Perestu Kadin (1830 - 1906). Di origini circasse, era la figlia adottiva di Esma Sultan, figlia di Abdülhamid I, fu la prima moglie legale di Abdülmecid. Quarta Kadın dopo la morte di Gülistu. Non ebbe figli, ma fu madre adottiva di Abdülhamid II e Cemile Sultan.
- Bezmiara Kadin (? - 1909). Chiamata anche Bezmican o Bezmi. Quinta Kadın, titolo onorifico che le fu conferito in quanto seconda moglie legale. Adottata da una nobile famiglia ottomana, non si adattò mai all'harem e divorziò dal sultano, da cui aveva avuto una figlia morta neonata, prima donna a farlo. In seguito si sposò altre due volte, ed ebbe una figlia dal secondo marito.
- Mahitab Kadin (1830 - 1888). Chiamata anche Mehtab Kadın. Cecena, fu una delle consorti preferite di Abdülmecid, e le venne per questo conferito il titolo onorifico di Quinta Kadın. Madre di un figlio e una figlia.
- Düzdidil Hanim (1826 - 18 agosto 1845). BaşIkbal o Terza Kadın. Abcasa, era cresciuta a corte sotto la tutela del capo tesoriere. Madre di quattro figlie da cui dovette separarsi perché si ammalò di tubercolosi e dovette essere isolata e affidata alla cugina Cican Hanim.
- Nükhetseza Hanim (2 gennaio 1827 - 15 maggio 1850). BaşIkbal dopo la morte di Düzdidil. Abcasa e georgiana, il suo nome di nascita era Hatice. Fu madre di due figli e due figlie. Morì di tubercolosi.
- Neveser Hanim (1841 - 1889). BaşIkbal dopo la morte di Nükhetseza. Abcasa, era figlia del nobile Abazin Misost Bey Eşba e il suo nome di nascita era Esma. Aveva gli occhi verde intenso. Entrò a palazzo nel 1853 e venne educata lì per cinque anni prima di diventare consorte. Non ebbe figli, ma adottò Şehzade Mehmed Burhaneddin dopo la morte di sua madre. Amante dell'equitazione, il sultano le costruì un padiglione dietro il palazzo di Dolmabahçe dove si potesse riposare dopo le sue uscite, e infine si trasferì lì definitivamente lì, mentre durante il regno di Abdülhamid II occupava un'ala del palazzo Yıldiz. Sua nipote Şemsinur Hanım entrò a servizio di Emine Nazikeda Kadın, Prima Consorte di Mehmed VI.
- Zeynifelek Hanim (1824 - 20 dicembre 1842). Seconda Ikbal. Chiamata anche Zerrinmelek. Nata principessa Klıç, era abcasa. Crebbe a palazzo con la sorella e i cugini e fu scelta come consorte da Bezmiâlem Sultan. Aveva una figlia. Morì di tubercolosi.
- Nesrin Hanim (1826 - 2 gennaio 1853). Seconda Ikbal dopo la morte di Zeynifelek. Figlia del nobile georgiano Manuçar Bey Asemiani, fu madre di tre figli e una figlia. Morì di dolore dopo che tre di loro morirono.
- Ceylanyar Hanim (1830 - 27 dicembre 1855). Seconda Ikbal dopo la morte di Nesrin. Circassa, il suo nome originale era Nafiye. Fu madre di un figlio.
- Serfiraz Hanim (1837 - 9 giugno 1905). Seconda Ikbal dopo la morte di Ceylanyar. Nata principessa Ayşe Liah (o Lakh). Era una delle consorti preferite, ma cadde in disgrazia dopo uno scandalo, forse montato da Şevkefza Kadın, che la vedeva coinvolta in una relazione con una guardia di palazzo. Ebbe due figli e una figlia.
- Nalandil Hanim (1823 - 1865). Terza Ikbal o BaşIkbal. Circassa della tribù Natuhay, era figlia del principe Çıpakue Natikhu Bey. Madre di un figlio e due figlie. Sua sorella, Terbiye Hanim, era tesoriera dell'harem.
- Navekimisal Hanim (1827 -  5 agosto 1854). "Quarta Ikbal". Chiamata anche Navekivisal. Nata principessa Biberd. Non aveva figli.
- Nergizev Hanim (1830 - 26 agosto 1848 o 1858). Chiamata anche Nergizu o Nergis Hanim, era circassa della tribù di Natuhay. Madre di un figlio, morì di tubercolosi.
- Şayeste Hanim (1838 - 11 febbraio 1912). Abcasa, nata principessa Inalipa. Era madre di un figlio e una figlia, e madre adottiva di Mehmed VI. Era conosciuta per essere costantemente indebitata.
- Çeşmiferah Hanım. Nessuna informazione su di lei a parte il nome di è conservata. Secondo la principessa Mülkicihan Açba era alta e bionda.
- Hüsnicenan Hanim (1818 - 1843). Fu la prima concubina di Abdülmecid, quando era ancora Şehzade. Messa da parte quando lui salì al trono, morì di tubercolosi.
- Safderun Hanım (1845 - 1893). Figlia di una principessa circassa. Una delle ultime consorti, fra le preferite di Abdülmecid nei suoi ultimi anni, cadde in disgrazia dopo la sua morte: Abdülaziz le sospese lo stipendio fino al 1877 e Abdülhamid II lo dimezzò. Morì nella sua casa a Kadıköy.
- Yıldız Hanım (1842 - 1880). Una delle ultime consorti, fra le preferite di Abdülmecid nei suoi ultimi anni. Inizialmente viveva in un'ala riservata del palazzo di Çırağan, e poi in un padiglione riservato vicino a palazzo di Dolmabahçe, perché rifiutava di vivere con le altre consorti. Era la sorella maggiore di Safinaz Nurefsun Kadın, seconda consorte di Abdülhamid II, un figlio di Abdülmecid I. Il palazzo Yıldız costruito da Abdülhamid II venne chiamato in suo onore.

### Figli
Abdülmecid aveva almeno diciannove figli:
- Murad V (21 settembre 1840 - 29 agosto 1904) - con Şevkefza Kadın. 33º Sultano dell'Impero ottomano.
- Şehzade Mehmed Ziyaeddin (22 aprile 1842 - 27 aprile 1845) - con Nesrin Hanim. Sepolto nella Yeni Cami.
- Abdülhamid II (21 settembre 1842 - 10 febbraio 1918) - con Tirimüjgan Kadın. Dopo la morte di sua madre venne adottato da Rahime Perestu Kadin. 34º Sultano dell'Impero ottomano.
- Mehmed V Reşad (2 novembre 1844 - 3 luglio 1918) - con Gülcemal Kadin. Dopo la morte di sua madre venne adottato da Servetseza Kadın. 35º Sultano dell'Impero ottomano.
- Şehzade Ahmed (5 giugno 1846 - 6 giugno 1846) - con Nükhetseza Hanim. Suo padre era in Rumelia al momento della sua nascita, e interruppe il viaggio quando seppe della sua morte. Nato al Palazzo di Çırağan, sepolto nella Yeni Cami.
- Şehzade Mehmed Abid (22 aprile 1848 - 7 maggio 1848) - con Tirimüjgan Kadın. Nato a Palazzo di Çırağan, sepolto nella Yeni Cami.
- Şehzade Mehmed Fuad (7 luglio 1848 - 28 settembre 1848) - con Nergivez Hanim. Nato a Palazzo di Çırağan, sepolto nella Yeni Cami.
- Şehzade Ahmed Kemaleddin (16 luglio 1848 - 25 aprile 1905) - con Verdicenan Kadin. Ebbe una moglie e due figlie.
- Şehzade Mehmed Burhaneddin (23 maggio 1849 - 4 novembre 1876) - con Nükhetseza Hanim. Dopo la morte di sua madre venne adottato da Neverser Hanim. Si sposò tre volte ed ebbe un figlio e una figlia.
- Şehzade Mehmed Vamik (19 aprile 1850 - 6 agosto 1850) - madre sconosciuta. Sepolto nella Yeni Cami.
- Şehzade Mehmed Bahaeddin (24 giugno 1850 - 9 novembre 1852) - con Nesrin Hanim. Gemello di Şehzade Nizameddin. Sepolto nella Yeni Cami.
- Şehzade Mehmed Nizameddin (24 giugno 1850 - 1852) - con Nesrin Hanim. Gemello di Şehzade Bahaeddin. Sepolto nella Yeni Cami.
- Şehzade Ahmed Nureddin (31 marzo 1852 - 3 gennaio 1884) - con Mahitab Kadın. Si sposò una volta, ma non ebbe figli.
- Şehzade Mehmed Rüşdi (31 marzo 1852 - 5 dicembre 1852) - con Ceylanyar Hanim. Nato al Palazzo di Çırağan, sepolto nel mausoleo Abdülhamid I.
- Şehzade Osman Safiyeddin (9 giugno 1852 - 2 luglio 1855) - con Serfiraz Hanim. Nato al Palazzo di Çırağan, sepolto nella moschea Yavuz Selim.
- Şehzade Abdullah (3 febbraio 1853 - 3 febbraio 1853) - con Şayeste Hanim.
- Şehzade Mehmed Abdülsamed (20 marzo 1853 - 5 maggio 1855) - con Nalandil Hanim. Sepolto nella moschea Yavuz Selim.
- Şehzade Selim Süleyman (25 luglio 1860 - 16 luglio 1909) - con Serfiraz Hanim. Ebbe cinque consorti, due figli e una figlia.
- Mehmed VI Vahideddin (14 gennaio 1861 - 16 maggio 1926) - con Gülistu Kadın. Orfano dalla nascita, venne adottato dalla consorte Şayeste Hanim. 36º e ultimo Sultano dell'Impero ottomano.

### Figlie
Abdülmecid I aveva almeno ventisette figlie:
- Mevhibe Sultan (9 maggio 1840 - 9 febbraio 1841) - con Hoşyar Kadin. Sepolta nel mausoleo Abdülhamid I.
- Naime Sultan (11 ottobre 1840 - 1 maggio 1843) - con Tirimüjgan Kadın. Nata a Palazzo Topkapi, sepolta nel mausoleo Mustafa III.
- Fatma Sultan (1 novembre 1840 - 26 agosto 1884) - con Gülcemal Kadin. Dopo la morte di sua madre venne adottata da Servetseza Kadın. Si sposò due volte ed ebbe un figlio e due figlie.
- Behiye Sultan (22 febbraio 1841 - 3 giugno 1847) - con Zeynifelek Hanim. Chiamata anche Behi Sultan. Sepolta nella Yeni Cami.
- Neyire Sultan (13 ottobre 1841 - 14 gennaio 1844) - con Düzdidil Hanim. Gemella di Münire Sultan. Nata a Palazzo Beşiktaş, sepolta nella moschea Nurosmaniye.
- Münire Sultan (13 ottobre 1841 - 18 dicembre 1841) - con Düzdidil Hanim. Gemella di Neyire Sultan. Nata a Palazzo Beşiktaş, sepolta nella moschea Nurosmaniye.
- Aliye Sultan (1842 - 1842) - con Nükhetseza Hanim. Nata al Palazzo di Çırağan.
- Hatice Sultan (7 febbraio 1842 - 1842) - con Gülcemal Kadin. Gemella di Refia Sultan.
- Refia Sultan (7 febbraio 1842 - 4 gennaio 1880) - con Gülcemal Kadin. Gemella di Hatice Sultan. Dopo la morte di sua madre venne adottata da Servetseza Kadın. Si sposò una volta ed ebbe una figlia.
- Aliye Sultan (20 ottobre 1842 - 10 luglio 1845) - con Şevkefza Kadın. Nata a Palazzo Beşiktaş, sepolta nella Yeni Cami.
- Cemile Sultan (17 agosto 1843 - 26 febbraio 1915) - con Düzdidil Hanim. Dopo la morte di sua madre venne adottata da Rahime Perestu Kadin. Si sposò una volta ed ebbe tre figli e tre figlie.
- Münire Sultan (9 dicembre 1844 - 29 giugno 1862) - con Verdicenan Kadin. Si sposò due volte ed ebbe un figlio.
- Samiye Sultan (23 febbraio 1845 - 15 aprile 1845) - con Düzdidil Hanim. Nata a Palazzo Topkapi, sepolta nella Yeni Cami.
- Fatma Nazime Sultan (26 novembre 1847 - 1 dicembre 1847) - con Nükhetseza Hanim. Nata a Palazzo Beylerbeyi, sepolta nella Yeni Cami.
- Sabiha Sultan (15 aprile 1848 - 27 aprile 1849) - con Mahitab Kadin. Nata al Palazzo di Çırağan, sepolta nella Yeni Cami.
- Behice Sultan (26 agosto 1848 - 30 novembre 1876) - con Nesrin Hamın. Dopo la morte di sua madre fu adottata da Şayan Kadın. Sposò Halil Hamid Paşazade Hamid Bey ma morì di tubercolosi solo 14 giorni dopo il matrimonio.
- Mukbile Sultan (9 febbraio 1850 - 25 febbraio 1850) - con Bezmiara Kadin. Nata al Palazzo di Çırağan, sepolta nella Yeni Cami.
- Rukiye Sultan (1850 - 1850) - con Gülcemal Kadın.
- Seniha Sultan (5 dicembre 1851 - 15 settembre 1931) - con Nalandil Hanım. Si sposò una volta ed ebbe due figli.
- Zekiye Sultan (26 febbraio 1855 - 19 febbraio 1856) - con Gülistu Kadın. Gemella di Fehime Sultan. Sepolta nel mausoleo Gülistu Kadın.
- Fehime Sultan (26 febbraio 1855 - 10 novembre 1856) - con Gülistu Kadın. Gemella di Zekiye Sultan. Sepolta nel mausoleo Gülistu Kadın.
- Şehime Sultan (1 marzo 1855 - 21 maggio 1857) - con Nalandil Hanim. Nata a Palazzo Beylerbeyi, sepolta nel mausoleo Gülistu Kadın.
- Mediha Sultan (30 luglio 1856 - 9 novembre 1928) - con Gülistu Kadin. Adottata da Verdicenan Kadın dopo la morte della madre. Si sposò due volte ed ebbe un figlio.
- Naile Sultan (30 settembre 1856 - 18 gennaio 1882) - con Şayeste Hanım. Chiamata anche Nadile Sultan. Si sposò una volta senza figli.
- Bedihe Sultan (30 settembre 1857 - 12 luglio 1858) - con Serfiraz Hanım. Chiamata anche Bedia Sultan. Nata a Palazzo Beşiktaş, sepolta nel mausoleo Gülistu Kadın.
- Atiyetullah Sultan (16 dicembre 1858 - 1858) - madre sconosciuta.
- Behiye Sultan (30 maggio 1860 - 1860) - madre sconosciuta.